# Birds
"Birds" är en låt med den nederländska sångerskan Anouk, skriven av henne, Martin Gjerstad och Tore Johansson.
Den 21 februari 2013 avslöjades att låten skulle vara Nederländernas bidrag till Eurovision Song Contest 2013.